# Gréta
Gréta nebo též Greta je ženské jméno. Jde o variantu jména Markéta, které pochází z latiny a znamená perla. Svátek slaví 13. července, stejně jako jméno Markéta.
V Česku žije 170 nositelek jména Gréta a 157 nositelek jména Greta. Největší oblibu jméno Gréta získalo od roku 2003, druhá podoba Greta však byla dávána novorozeným dětem i ve 30. a 40. letech 20. století. K roku 2014 žije na světě celkem 97 486 nositelek jména Greta, nejvíce z nich v USA, Belgii, Velké Británii, Arménii a Švédsku.

## Domácké podoby
Mezi domácké podoby jména Gréta patří – Grétka, Grétička, Gréťa, Grétina, Grétinka, Grétuška.

## Významné osobnosti
- Greta Andersenová – dánská plavkyně
- Gréta Arnová – maďarská profesionální tenistka
- Grete Blochová – matka Franze Kafky, zemřela v koncentračním táboře v Osvětimi
- Greta Böselová – německá dozorkyně v koncentračním táboře Ravensbrück
- Greta Garbo – švédská filmová herečka
- Greta Gerwigová – americká filmová herečka, scenáristka a režisérka
- Grete Ingeborg Nykkelmo – norská běžkyně na lyžích a biatlonistka
- Greta Johanssonová – švédská reprezentantka ve skocích do vody a plavání
- Grete Popperová – německá fotografka
- Gréta Salóme Stefánsdóttir – islandská zpěvačka, skladatelka a houslistka
- Grete Stern – německá fotografka a designérka
- Greta Thunbergová – švédská klimatická aktivistka
- Grete Tugendhat – manželka podnikatele Fritze Tugendhata
- Greta Van Susteren – americká novinářka, právnička a moderátorka
- Grete Waitzová – norská atletka